# Georges Garvarentz
Diran Georges Garvarentz (armenisch Ժորժ Տիրան Կառվարենց / Schorsch Tiran Karwarenz; * 1. April 1932 in Athen, Griechenland; † 19. März 1993 in Aubagne, Frankreich) war ein armenisch-französischer Komponist und Arrangeur. 

## Leben
Gravarentz kam in Athen als Sohn armenischer Immigranten zur Welt. Sein Vater war der Lehrer und Dichter Kevork Garaventz. Er war der Schwager von Charles Aznavour, für den er zahlreiche Chansons verfasste und arrangierte.

## Filmografie (Auswahl)
- 1960: Taxi nach Tobruk (Un Taxi pour Tobrouk)
- 1962: Der Teufel und die Zehn Gebote (Le Diable et les Dix Commandements)
- 1964: Die goldene Göttin vom Rio Beni
- 1964: Im Tempel des weißen Elefanten (Sandok, il Maciste della giungla)
- 1964: Soraya, Sklavin des Orients (Anthar l’invincibile)
- 1965: Im Reich des Kublai Khan (La fabuleuse aventure de Marco Polo)
- 1965: Diamantenbillard (Un milliard dans un billard)
- 1965: Unser Mann aus Istanbul (Operación Estambul)
- 1965: 100 Millionen im Eimer (Cent briques et des tuiles)
- 1965: Herr auf Schloß Brassac (Le Tonnerre de Dieu)
- 1966: Rififi in Paris (Du rififi à Paname)
- 1966: Spion zwischen 2 Fronten (Triple Cross)
- 1966: Heiße Nächte (Soleil noir)
- 1966: Unter der Flagge des Tigers (El tigre de los siete mares)
- 1966: Donner über dem Indischen Ozean (Tormenta sobre el Pacífico)
- 1966: Die Hölle von Macao
- 1967: Hell Is Empty
- 1967: Der goldene Schlüssel (L'homme qui valait des milliards)
- 1968: Balduin – das Nachtgespenst (Le tatoué)
- 1968: An einem Freitag in Las Vegas (Las Vegas, 500 millones)
- 1968: Caroline Chérie (Schön wie die Sünde) (Caroline Chérie)
- 1971: Der letzte Tanz des blonden Teufels (Un beau monstre)
- 1971: Quentin Durward (Fernsehserie)
- 1979: Hot Dogs auf Ibiza
- 1981: Teheran 43 (Тегеран-43)
- 1983: Triumph des Mannes, den sie Pferd nannten (Triumphs of a Man Called Horse)
- 1989: Schneller als das Auge (Quicker than the eye)